# Amyema irrubescens
Amyema irrubescens là một loài thực vật có hoa trong họ Loranthaceae. Loài này được Barlow mô tả khoa học đầu tiên năm 1992.